# ニューカッスル地震
ニューカッスル地震（Newcastle earthquake）は、オーストラリア南部ニューサウスウェールズ州ニューカッスルで、1989年12月28日午前10時27分に発生したマグニチュード 5.6の地震。オーストラリア史上最悪の自然災害の1つ。

## 地震の詳細と被害
震央はオーストラリア ニューサウスウェールズ州ブーラルー(Boolaroo)付近で、震源の位置は南緯32.97度、東経151.62度、震源の深さは約10kmであった。翌日12月29日には、M2.1の余震も発生した。
揺れはニューサウスウェールズ州内の約20万km2の範囲内で観測され、最も遠いところではニューカッスルから800kmも離れた地点で揺れを感じた。
地震に関連して、13人が死亡した。その内訳は、ニューカッスルのNewcastle Workers Clubで床や瓦礫の下敷きとなった9人、郊外部ハミルトンのBeaumont通りで日除けの下敷きとなった3人、地震によるショックで死亡した1人である。また、160人以上が病院で手当てを受けた。
300の建物が倒壊したほか、約9,000km2内の約50,000の建物が何らかの被害を受けた。1,000人が家を失い、30万人が何らかの影響を受けた。被害総額は40億オーストラリアドルに達した。
地震発生当日は地元のバス運転手のストライキが行われており、町の人出は普段よりも少なかった。地震の発生時刻はちょうど、地元テレビ局NBNがストライキの代表者にインタビューを行っている最中だったため、その瞬間の映像が記録として残っている（外部リンク参照）。

## 地震の原因
この地域はオーストラリアプレートに覆われているが、プレートの境界からは遠く、地質的には比較的安定した地域であった。
2007年の初め、アメリカの学者が、この地震の原因は、この地域で行われていた石炭の採掘ではないかという説を発表した。
この地域では、約200年間にわたって石炭の採掘が地下で行われていた。数百万トンの石炭と、採掘に伴って出るその4倍以上の量の地下水が地中から失われたことで、地殻にかかる応力が変化し、もともとあった断層に刺激を与えたのではないかと考えられている。実際、この地域では白人の定住が始まってから地震が観測されるようになった 。